# The Cramps
The Cramps fue una banda de punk rock estadounidense formada en 1976, activa hasta 2009. La banda combinó en su estilo el primitivo rockabilly y el garage rock de los años 60 con el naciente punk rock, basándose en un sonido muy característico, marcado por la guitarrista Poison Ivy y el vocalista Lux Interior. 
La banda destacó además por su estética de películas de serie B, sexo masoquista y glamour cutre de Las Vegas. Se hicieron famosos por su debut musical de 1980 "Songs The Lord Taught Us", álbum aclamado por la crítica y recomendado por un sinnúmero de especialistas y musicologos.
En 2022, la banda gozó de una breve pero importante exposición tras la viralización de la canción Goo Goo Muck de su segundo álbum de 1981 en las redes sociales como TikTok, tras la aparición de la canción en la serie de Netflix, Wednesday.

## Historia
La historia de The Cramps empezó en 1972, en la ciudad de Sacramento (California), cuando Lux Interior (Erick Purkhiser) conoció a Poison Ivy (Kristy Wallace). Los dos se ficharon mutuamente, pero fue dos semanas después cuando descubrieron que ambos se habían apuntado al curso de "Arte y Chamanismo", de la Universidad de Sacramento. Pronto surgió el amor y alquilaron un apartamento juntos, donde empezaron a compartir su entusiasmo por los sonidos más oscuros del rock and roll de los 50. Su pasión por la música pronto les llevó a formar una banda. Poison Ivy cogió la guitarra, y Lux se puso a cantar. Ivy y Lux se marcharon a Ohio, y tras vivir un año y medio en Akron, se fueron a Nueva York en busca del estrellato.
Mientras trabajaba en una tienda de discos, Lux Interior hizo mucha amistad con su compañero Greg Beckerleg, que acababa de llegar de Detroit y quiso unirse a la banda. Beckerleg se transformó en el ruidoso guitarrista Bryan Gregory e intentó meter a su hermana Pam en la banda, pero no duró mucho. Pronto fue reemplazada por Miriam Linna, completando así la primera formación de la banda a la que llamaron The Cramps. Después de un año tocando, Linna dejó la banda y Nick Knox (anterior miembro de Electric Eels) se hizo cargo de la batería. Entre los punteos brillantes e hipnóticos de Ivy, el ruido infernal de Bryan, la demente y agónica voz de Lux y el primitivo aporreo de Nick, The Cramps sonaban totalmente distintos a cualquier grupo de la naciente escena punk de Nueva York. 
Esta formación fue la que grabó los primeros discos de la banda, dos sencillos grabados en Memphis con Alex Chilton como productor y autoeditados por su propio sello, Vengeance Records.
En 1979, Miles Copeland fichó al grupo para su nuevo sello de new wave, I.R.S. Records y editó sus dos primeros sencillos en formato de EP con el nombre de Gravest Hits. Ese mismo año viajaron a Europa por primera vez, teloneando a The Police.

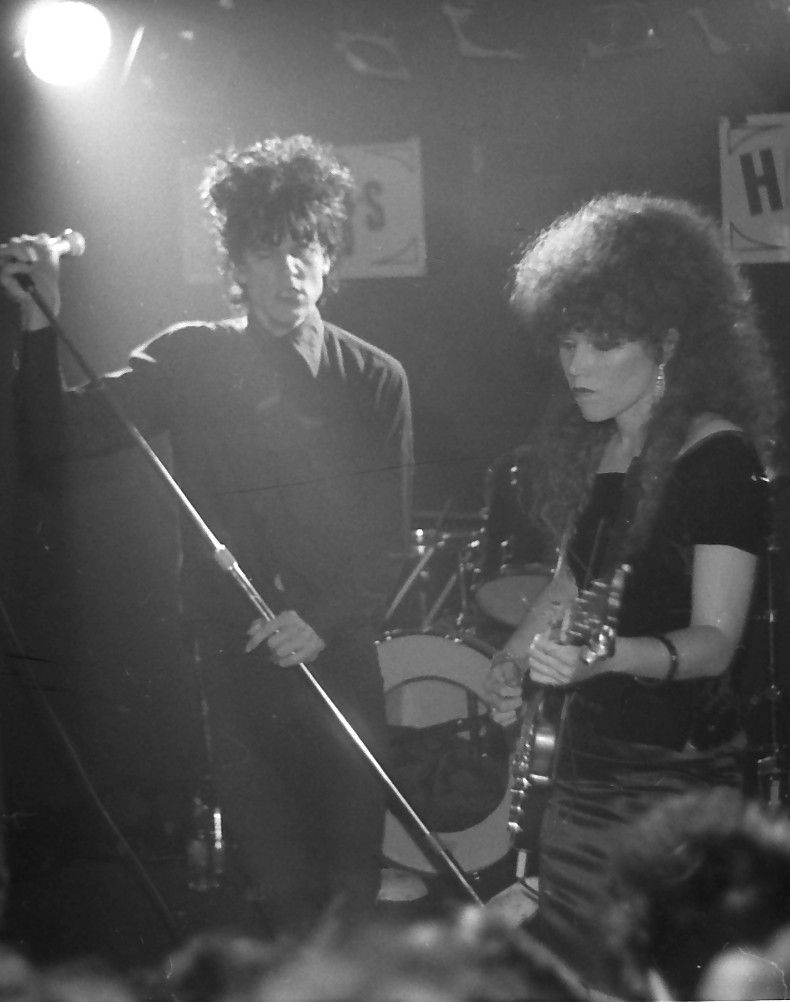
The Cramps actuando en Toronto, 12 de junio de 1982.

Ya en 1980 la banda vuelve a Memphis para grabar su primer álbum con Chilton, el flamante Songs the Lord Taught Us. La gira que iban a dar por todos los Estados Unidos para presentar su nuevo lanzamiento se truncó porque Gregory dejó la banda, llevándose consigo la furgoneta con todo el equipo. En su tiempo se extendió la historia según la cual Gregory dejó a The Cramps para dedicarse al satanismo. Más tarde, en diversas entrevistas, Lux e Ivy reconocieron que esos rumores eran falsos y que la verdadera razón por la que Gregory dejó la banda fue su adicción a la heroína.
Después de esto Lux, Ivy y Nick decidieron mudarse a Hollywood y reclutaron al guitarrista de la banda The Gun Club, Kid Congo Powers, con el que grabaron su segundo álbum, Psychedelic Jungle.
En 1981 se enfrentaron legalmente con I.R.S. Records debido a unos derechos de autor que no les habían pagado; el desarrollo del juicio les impidió grabar nuevo material durante los dos siguientes años. 
En 1983 regresaron con Smell of Female, un disco en directo grabado durante dos conciertos en el Pepermint Lounge de Nueva York.
Kid Congo dejó amistosamente la banda poco tiempo después, y la búsqueda de un nuevo sello que fuera de su agrado les apartó de los estudios hasta 1987, cuando el sello británico Big Beat editó A Date With Elvis, uno de los mejores discos de su carrera. En este disco Poison Ivy tocó también el bajo. En 1987 encontraron por fin una bajista, Candy Del Mar que debutó en el disco en directo ROCKINREELINAUKLANDNEWZEALAND.

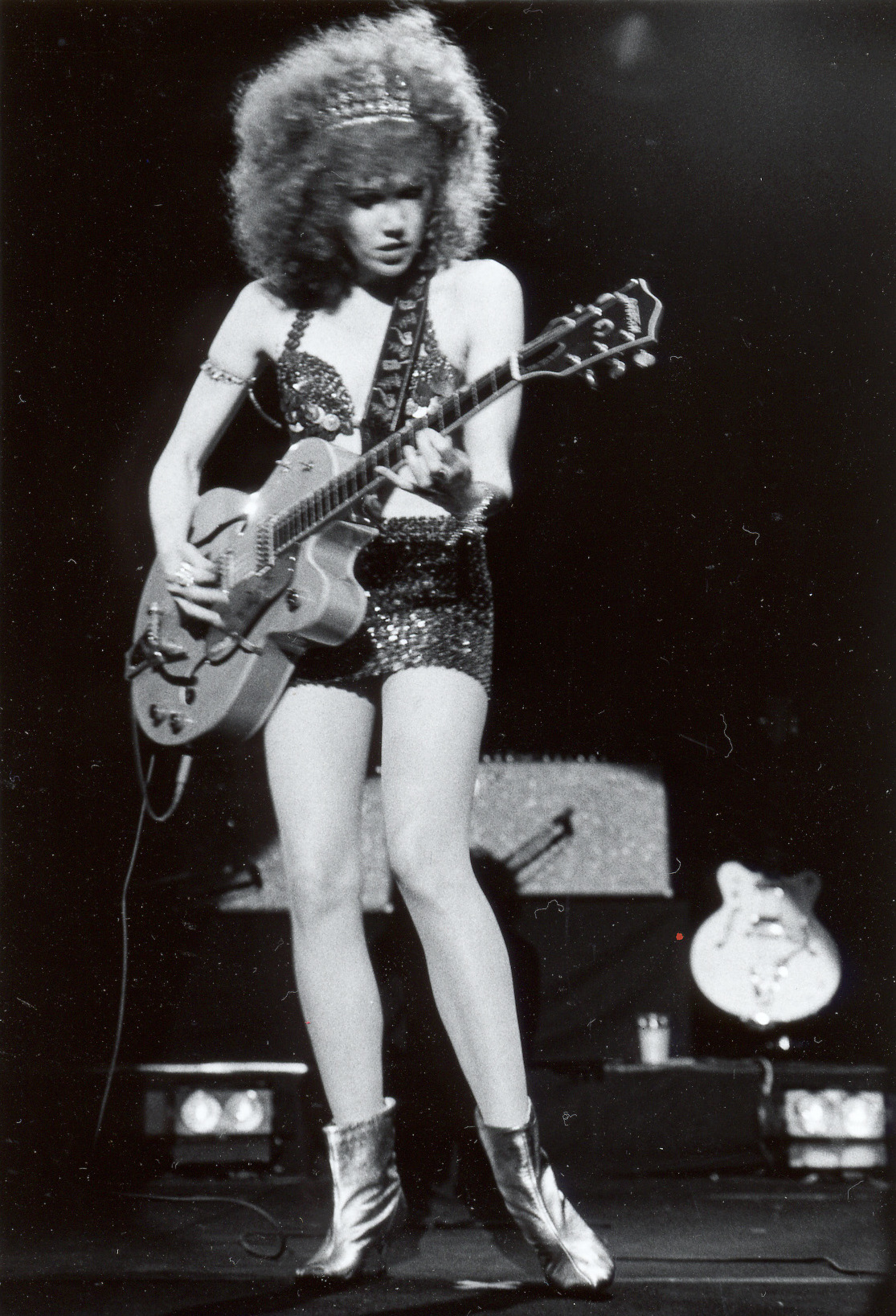
Poison Ivy actuando en Tokio, 1990.

En 1990 ficharon para el sello estadounidense Enigma Records y grabaron Stay Sick, otro disco imprescindible. 
Un año después, la banda volvió al estudio para grabar Look Mom No Head!, y fue entonces cuando empezaron de nuevo los movimientos constantes de formación, que no han finalizado a día de hoy. Nick Knox dejó la banda en 1991, y fue sustituido por Nickey Alexander (que también tocaba en The Weirdos) por un corto espacio de tiempo, y más tarde Harry Drumdini. Al mismo tiempo Candy Del Mar también se marchó y fue sustituida por Slim Chance, miembro de Mad Daddys.
Tras estos movimientos de formación, y ya en 1994, la banda graba Flamejob, su primer disco para una multinacional, Warner Bros. Después de esto se embarcaron en una extensa gira y aparecieron en la mítica serie Beverly Hills, 90210 en 1995.
En 1997 ficharon para la famosa discográfica independiente Epitaph y grabaron Big Beat from Badsville, con la misma formación que en Flamejob. En 2001, Lux Interior y Poison Ivy celebraron el 25 aniversario de The Cramps resucitando su primerizo sello Vengeance Records, para reeditar en CD remasterizados y vinilos a color toda su discografía posterior a Gravest Hits.En 2003 grabaron un nuevo álbum, Fiends of Dope Island. En 2004 lanzaron How to Make a Monster, un recopilatorio de rarezas y canciones en directo. 
El 4 de febrero de 2009 a las 4:30 horas, fallece Lux Interior por problemas cardíacos, a los 62 años de edad, según el comunicado oficial de la agencia que representa a The Cramps.

## Miembros
The Cramps han tenido diversas formaciones a lo largo de los años. La última formación incluía a Harry Drumdini a la batería y a Sean Yseult, de White Zombie, al bajo.

### Última formación
- Lux Interior – voz, marzo de 1976 - febrero de 2009.
- Poison Ivy – guitarra, marzo de 1976 hasta hoy.

### Miembros anteriores
- Bryan Gregory – guitarra, marzo de 1976 - mayo de 1980.
- Pam Ballam – batería, marzo de 1976 - septiembre de 1976.
- Miriam Linn – batería, octubre de 1976 - julio de 1977.
- Nick Knox – batería, julio de 1977 - mayo de 1991.
- Julien Grindsnatch – guitarra, julio de 1980 - septiembre de 1980.
- Kid Congo Powers – guitarra, diciembre de 1980 - septiembre de 1983.
- Mike Metoff (como Ike Knox) – guitarra, octubre de 1983 - noviembre de 1983; enero de 1984 - julio de 1984.
- Candy del Mar – bajo, julio de 1986 - mayo de 1991.
- Nickey Alexander – batería, octubre de 1991 - diciembre de 1993.
- Harry Drumdini – batería, enero de 1994 - agosto de 2003; agosto de 2006 hasta hoy.
- Bill "Buster" Bateman – batería, julio de 2004.
- Chopper Franklin – bajo y guitarra, 2002 - agosto de 2006.
- Slim Chance – bajo.
- Sean Yseult - bajo.

## Discografía

### Álbumes de estudio
- Gravest Hits (1979)
- Songs the Lord Taught Us (1980)
- Psychedelic Jungle (1981)
- Off The Bone (1983)
- Smell of Female (1983)
- Bad Music for Bad People (1984)
- A Date With Elvis (1986)[8]
- ROCKINREELINAUKLANDNEWZEALAND (1987)
- Stay Sick (1989)
- Look Mom No Head (1991)
- Flame Job (1994)
- Big Beat From Badsville (1997)
- Fiends of Dope Island (2003)
- How to Make a Monster (2004)
- Zombie (2013)

### Sencillos
| Año  | Título                                       | Posiciones en las listas | Posiciones en las listas | Posiciones en las listas | Posiciones en las listas | Disco                                  |
| Año  | Título                                       | US Hot 100               | US Modern Rock           | US Mainstream Rock       | UK                       | Disco                                  |
| 1978 | "The Way I Walk" (EE. UU.)                   | -                        | -                        | -                        | -                        | Gravest Hits, Off The Bone             |
| 1978 | "Human Fly" (EE. UU.)                        | -                        | -                        | -                        | -                        | Gravest Hits, Off The Bone             |
| 1980 | "Fever" (Reino Unido)                        | -                        | -                        | -                        | -                        | Songs The Lord Taught Us, Off The Bone |
| 1980 | "Garbageman" (EE. UU.)                       | -                        | -                        | -                        | -                        | Songs The Lord Taught Us, Off The Bone |
| 1980 | "Drug Train"                                 | -                        | -                        | -                        | -                        | Off The Bone                           |
| 1981 | "Goo Goo Muck"                               | -                        | -                        | -                        | -                        | Psychedelic Jungle, Off The Bone       |
| 1981 | "The Crusher"                                | -                        | -                        | -                        | -                        | Psychedelic Jungle, Off The Bone       |
| 1984 | "Faster Pussycat"                            | -                        | -                        | -                        | -                        | Smell Of Female                        |
| 1984 | "I Ain't Nuthin' But a Gorehound"            | -                        | -                        | -                        | -                        | Smell Of Female                        |
| 1985 | "Can Your Pussy Do the Dog?"                 | -                        | -                        | -                        | #68                      | A Date With Elvis                      |
| 1986 | "What's Inside a Girl?"                      | -                        | -                        | -                        | -                        | A Date With Elvis                      |
| 1986 | "Kizmiaz"                                    | -                        | -                        | -                        | -                        | A Date With Elvis                      |
| 1986 | "Get Off The Road" (Sweden)                  | -                        | -                        | -                        | -                        | -                                      |
| 1990 | "Bikini Girls With Machine Guns"             | -                        | #10                      | -                        | #35                      | Stay Sick!                             |
| 1990 | "All Women Are Bad"                          | -                        | -                        | -                        | -                        | Stay Sick!                             |
| 1990 | "The Creature From the Black Leather Lagoon" | -                        | -                        | -                        | -                        | Stay Sick!                             |
| 1991 | "Eyeball In My Martini"                      | -                        | -                        | -                        | -                        | Look Mom, No Head!                     |